# كيران راو
كيران راو (بالهندية: किरण राव؛ بالإنجليزية: Kiran Rao) هي منتجة أفلام وكاتبة سيناريو ومؤلفة ومخرجة هندية، ولدت في 7 نوفمبر 1973 في بنغالور في الهند.

## وصلات خارجية
- كيران راو على موقع IMDb (الإنجليزية)
- كيران راو على موقع ألو سيني (الفرنسية)
- كيران راو على موقع ميوزك برينز (الإنجليزية)
- كيران راو على موقع أول موفي (الإنجليزية)
- كيران راو على موقع قاعدة بيانات الفيلم (الإنجليزية)
- كيران راو على موقع كينوبويسك (الروسية)